# 赵德林 (翻译家)
赵德林（1921年—1999年），男，锡伯族，觉罗氏（汉译赵姓），笔名峰、苗等等。新疆尼勒克县人，中华人民共和国官员、翻译家。

## 生平
赵德林的祖先是清朝新疆伊犁锡伯营正白旗（三牛录）人。赵德林的父母在清朝光绪八年（1882年）从伊犁河南岸的锡伯营调到新组建的惠远新城新满营。这批调去的锡伯族军民，史称“伊车满洲”（即新满洲）。伊犁辛亥革命爆发之后，新满营建制瓦解，赵德林的父母再没有回原籍，而是迁居尼勒克县喀拉苏乡（原伊犁将军府滋生牧场）。赵德林在尼勒克和伊宁度过童年。
赵德林小时候在喀拉苏、伊宁上小学，学会锡伯文、维吾尔文、哈萨克文。后来到迪化（今乌鲁木齐）学习汉语文。1938年，自迪化第一中学毕业，回到伊犁。此后，又到伊犁的俄罗斯学校学习俄语。1940年，在锡索满文化促进会提议下，伊宁市民族中学（又称五族中学）设立两个锡伯班，招收锡伯族学生60多名，第一任班主任为赵德林。1943年，赵德林考入新疆学院土木系。
1945年6月参加三区革命，赵德林在三区革命政府宣传部工作，兼任《伊犁日报》汉文版、《民主报》主编。其期与人合作将毛泽东《新民主主义论》译为维吾尔文。1948年，任苏木尔县（今察布查尔锡伯自治县）锡、索、满文化协会会长。同年，调到三区革命政府内务部任职。1949年9月8日，作为翻译，随新疆代表团的赛福鼎·艾则孜、阿里木江·哈肯巴也夫、涂治等人自伊犁出发，9月15日抵达北京，9月21日出席中国人民政治协商会议第一届全体会议。赵德林任毛泽东、刘少奇、周恩来、朱德等党和国家领导人与新疆代表团会谈的翻译，并且笔译《共同纲领》等大会文件。1949年10月1日，赵德林登上天安门城楼参加中华人民共和国开国大典，并且在大会上翻译赛福鼎的讲话。赵德林是新疆少数民族干部中首位翻译毛泽东等党和国家领导人讲话的人，也是参加开国大典的唯一一位锡伯族人。还作为翻译参加了党和国家领导人与新疆代表团的会见和合影。
经中共中央新疆分局书记王震、副书记徐立清及各位委员分别介绍，1949年12月30日，赵德林等15位新疆各民族干部在中共中央新疆分局所在地迪化市新疆分局办公大楼集体宣誓加入中国共产党（无候补期），赵德林成为中华人民共和国时期中国共产党在新疆发展的首批少数民族党员之一。赵德林的入党介绍人是徐立清和邓力群。
1952年，赛福鼎主席率翻译兼秘书赵德林到苏联莫斯科，为在新疆建立中苏石油和有色金属这两个公司而谈判。时值中华人民共和国中央人民政府主席毛泽东到莫斯科为斯大林祝寿后并与苏共谈判，赵德林再度见到毛泽东和周恩来。赵德林在苏联为毛泽东主席举办的答谢宴会上担任翻译时，见到斯大林和胡志明。赵德林成为唯一见过斯大林、胡志明的锡伯族人。
1953年，赵德林进入中共中央党校新疆第一班学习。1954年3月17日，察布查尔锡伯自治县成立，新疆党政代表团（舒慕同为副团长、赵德林为团员）出席成立大会，沙陀当选为该自治县首任县长。
1955年，调到北京任民族出版社副社长、副总编、党委副书记。任内，主持或参加《毛泽东选集》各卷、历届中共党代会、全国人民代表大会、全国政协会议等的文献的维吾尔文、哈萨克文版的编译审定。文化大革命期间，下放江西参加劳动。1975年，经周恩来提名，调回北京担任民族出版社社长、党委书记等职。1977年，主持《毛泽东选集》第五卷民族语言翻译工作。他曾任第三届、第四届全国人民代表大会代表。还曾任中国翻译工作者协会理事、副会长，中国少数民族语言学会理事、副会长，中国突厥语学会理事，锡伯语学会理事等职务。
1985年，赵德林调回新疆，历任新疆维吾尔自治区政协第五、六届委员会委员、第六届委员会常委、文史资料委员会副主任。1989年12月，国家民族事务委员会为赵德林授予荣誉证书，表彰他从事民族工作30年。1993年6月，中央民族大学满学所聘赵德林为顾问。
1999年，赵德林在北京病逝，享年79岁。骨灰安放在八宝山革命公墓。

## 著作
- 论文：《少数民族语文翻译工作》、《继续前进，开创新局面》、《加强民族语文翻译研究、开创民族语文翻译工作的新局面》、《国内外满语研究简介》。
- 译著：《新民主主义论》、《红旗杂志文章译文集》、《什么是马克思、列宁主义哲学》等。
- 编撰《俄、哈、汉简明辞典》[1]